# Îlot Freycinet
Îlot Freycinet ist eine Insel der Stadt Nouméa im französischen Überseegebiet Neukaledonien. Sie wurde 1854 von Tardy de Montravel nach Konteradmiral Louis René de Freycinet benannt, der die Küste Neukaledoniens kartographierte.

## Geographie
Die Insel liegt 600 m vor der Ducos-Halbinsel an der Großen Reede von Nouméa. Sie erhebt sich bis auf 60 m und verfügt an der Nordseite über einen kleinen Strand, im Süden befindet sich eine Schiffsanlegestelle. Sie ist teilweise bewaldet und von einem Korallenriff umgurtet. Zu den verbreiteten Pflanzenarten der Insel gehören u. a. Hundszahngras, Stechapfel und Zimtapfel.

## Lazarett von Freycinet
Nachdem 1875 in Neukaledonien eine Pockenepidemie ausgebrochen war, an der 400 Menschen erkrankten, wurde nach einem Ort gesucht, wo diese sowie neu einreisende Personen isoliert und gepflegt werden konnten. Aufgrund ihrer günstigen Lage wurde diese Insel gewählt. Kurz nach Beginn der Bauarbeiten 1876 wurden bereits die ersten Passagiere des Schiffes Egmont aus Australien auf der Insel zunächst in Zelten unter Quarantäne gestellt. Der Bau der Anlage mit verschiedenen Gebäuden und einem Kai war 1881 abgeschlossen. Von 1876 bis 1936 diente sie als Lazarett zur Quarantäne von Neuankömmlingen; es wurden sowohl Menschen als auch ihre Tiere untergebracht. Außerdem wurden Personen von der Hauptinsel, die an ansteckenden Krankheiten litten, ebenfalls hier unter Quarantäne gestellt, mit Ausnahme von Leprakranken, die auf der einen Kilometer entfernten Île aux Chèvres isoliert wurden. Im Gegensatz zu allen anderen Einrichtungen dieser Art in Frankreich hatte das Lazarett keine Mauern. Alle ankommenden Passagierschiffe aus Übersee mussten zunächst hier anlegen. Aber auch Europäer, die auf die Neuen Hebriden reisen wollten, mussten sich hier in eine fünftägige Quarantäne begeben, während die Kanaken mit demselben Ziel zwölf Tage auf der Îlot Sainte-Marie untergebracht wurden. Ein Arzt untersuchte die Passagiere und nur die gesunden durften weiterreisen. Alle aus Asien rekrutierten Arbeiter wurden für durchschnittlich zehn Tage unter Quarantäne gestellt. Ihre persönlichen Gegenstände wurden in einer besonderen Vorrichtung mit 130 °C heißem Wasserdampf desinfiziert. 
Es gab bis zu 800 Internierte, die gleichzeitig auf der Insel in mehreren Holzhäusern mit jeweils sechs Zimmern untergebracht wurden. Für die Passagiere der ersten Klasse gab es einen gesonderten Pavillon, der sich jedoch nicht von denen der anderen Passagiere unterschied. Auf dem Gipfel befand sich eine besondere Isolierungshütte, ansonsten konnten sich die Internierten auf der Insel frei bewegen. Manche von ihnen beklagten, dass es außer Angeln und Austernsammeln nicht viel zu tun gäbe, da die Insel in zehn Minuten zu umrunden sei, andere genossen den Aufenthalt, um sich zu erholen und ihre Korrespondenz zu erledigen. Zweimal täglich legte eine Schaluppe aus Noumea an, die Lebensmittel und die Post brachte.  Gelegentlich wurden im Lazarett einige Rebellen u. a. aus Tahiti, und in den Jahren 1914–1915 auch vierzehn Deutsche und Österreicher, bevor diese nach Australien abgeschoben wurden, interniert. Durch diese Einrichtung wurde erreicht, dass sich die Spanische Grippe in Neukaledonien, als einzige französische Kolonie, nicht ausbreitete. Alle Kosten der Quarantäne mussten von den Betroffenen selbst aufgebracht werden. Die Insel verfügt über keine Quelle, das Trinkwasser wurde vom Festland herangeschafft und in zahlreichen Zisternen gelagert. Ein 950 m langes Telefonkabel auf Masten verband die Insel mit Nouméa. Das Lazarett wurde jahrzehntelang von einem Wärter beaufsichtigt, der mit seiner Frau und den zwölf Kindern auf der Insel lebte.

## Sichtung einer Riesenseeschlange
Eine gewisse Bekanntheit erhielt die Insel bei einer Sitzung der Société zoologique de France am 27. November 1923 in Paris, als das Schreiben eines Wissenschaftlichen Mitarbeiters der Sorbonne diskutiert wurde, in dem von der Sichtung einer 30 bis 40 m langen Seeschlange vor der Îlot Freycinet von zwei Anglern berichtet wurde. Diese Angabe wurde auch von dem Wärter der Insel bestätigt, der das Tier von seinem Garten aus gesehen habe. Zuvor hatten zwei Kanak-Frauen auf der Ducos-Halbinsel ebenfalls davon berichtet. Einige Tage später wurde es vor der nahe gelegenen Îlot Maître gesichtet.

## ProjektMana all
Der Verein Action Générations NC startete im Dezember 2024 auf der Insel ein Projekt gegen die Jugendkriminalität von Nouméa. Jugendliche aus den besonders von Jugendbanden geplagten Stadtvierteln der Kanak und aus dem Jugendgefängnis Entlassene sollen ihrem schädlichen Umfeld entzogen und auf der Îlot Freycinet, die mittlerweile über fließendes Wasser und Elektrizität verfügt, auf ein geregeltes Berufsleben vorbereitet werden. Die Jugendlichen können Aktivitäten in verschiedenen Berufsbereichen wie Bäckerei, Tierhaltung oder Landwirtschaft unternehmen und Erfahrungen sammeln. Angeleitet werden sie von einem „großen Bruder“, einer Respektsperson aus ihrem Umfeld. Die teilweise aus der Zeit des Quarantäne-Lazaretts erhaltetenen Gebäude dienen als Werkstätten und Unterkünfte.